# Neuenkirchen, Dithmarschen
Neuenkirchen là một đô thị thuộc huyện Dithmarschen, trong bang Schleswig-Holstein, Đức. Đô thị Neuenkirchen, Dithmarschen có diện tích 25,14 km².